# ʜ
Cette page contient des caractères spéciaux ou non latins. S’ils s’affichent mal (▯, ?, etc.), consultez la page d’aide Unicode.
Le symbole petite capitale H, (minuscule : ʜ) est une lettre additionnelle de l’écriture latine qui est utilisée dans certaines transcriptions phonétiques dont l’alphabet phonétique international.

## Utilisation

### Alphabet phonétique international
Dans l’alphabet phonétique international, [ʜ] représente une consonne fricative épiglottale sourde. Elle est déjà présente dans le tableau de l’API en 1900.

### Alphabet phonétique ouralien
Dans l’alphabet phonétique ouralien, ‹ ʜ › représente une consonne laryngeale sourde, notée [h] avec l’alphabet phonétique international, par opposition à ‹ h › représentant une consonne fricative glottale voisée, [ɦ].

## Représentations informatiques
La petite capitale H peut être représentée avec les caractères Unicode (Alphabet phonétique international) suivants :
| formes    | représentations | chaînes de caractères | points de code | descriptions                              |
| --------- | --------------- | --------------------- | -------------- | ----------------------------------------- |
| minuscule | ʜ               | ʜ                     | U+029C         | lettre minuscule latine petite capitale h |